# 延平縣 (台灣)
延平縣，国民政府计划设置的县。
1945年3月，重慶國民政府通過之台灣接管計劃綱要地方政制中，計畫將台湾日治时期的新化郡與新豐郡合併為延平縣，為該地方政制的30個縣之一，縣治設於新化（今台南市新化區）。延平之名為明鄭王朝鄭成功的別號，也是為了紀念他於台灣的開發。1945年10月，因台灣省行政長官公署認為該政制不符實際，因此「台灣接管計劃地方政制」並未實施，僅將州廳－郡－街、庄各級行政區改稱縣－區－鎮、鄉，台南州新化郡改稱台南縣新化區。